# Kościół Nawrócenia św. Apostoła Pawła w Wojdatach
Kościół Nawrócenia Św. Apostoła Pawła w Wojdatach – rzymskokatolicki kościół w Wojdatach. Msze odprawiane są w języku polskim i litewskim. Fundatorem kościoła był hrabia Hilary Łęski herbu Ostoja.

## Historia
Najdłużej urzędujący proboszcz:
W 1949 r. do Bialej Waki przybył ks. Leopold Chomski, który został aż do swojej śmierci 1982 r. Ks. Chomski ur. 16 października 1885 r. we wsi Sproguny w parafii Soły w rejonie oszmiańskim. Szkołę średnią ukończył w Wilnie. Do seminarium wstąpił w 1902 r., otrzymał zezwolenie na studia teologiczne od gubernatora. W 1906 r. zdobył stopień magistra teologii. 12 czerwca 1910 r. z rąk bp. Jana Cieplaka przyjął święcenia kapłańskie. 1911-1919 prowadził wykłady w seminarium Duchownym w Wilnie. W latach 1919–1931 był kapelanem i prefektem w Gimnazjum im. Z. Augusta w Wilnie. Wśród jego uczniów byli m.in. Ludwik Stomma i Czesław Miłosz. Ks. Leopold Chomski pracował nieco później w Dąbrowie Grodzieńskiej jako proboszcz i dziekan. W czasie II wojny światowej i w okresie powojennym ks. Leopold był proboszczem w kościele p.w. Niepokalanego Poczęcia Najświętszej Marii Panny w Wilnie na Zwierzyńcu. Ponieważ nie zgodził się opuścić parafii, czego życzyły sobie władze sowieckie, oświadczając publicznie, iż „dopóki będzie w kościele chociaż jeden chrześcijanin, on nie opuści świątyni” został usunięty z parafii i wyrzucony z Wilna. Do Białej Waki przybył w końcu 1947 r. i tu pozostał do końca dni swoich. (o Chomskim „Jutrzenka Białostocka” w 1935r). W pamięci parafian ks. proboszcz Leopold Chomski zapisał się jako człowiek niezwykle pracowity, sumienny, słowny, uczciwy i wymagający. Do ostatnich prawie dni swego życia był czynny. Zmarł 23 grudnia 1982 r. Przeżył 97 lat i dwa miesiące. W chwili śmierci był jednym z najstarszych księży na Wileńszczyźnie. Został pochowany przy kościele w Wojdatach dn. 27 grudnia 1982 r.

## Współcześnie
Obecny ks. proboszcz Jerzy Witkowski od 2011 r.

## Ważniejsze daty
- W 1907 roku – poświęcenie fundamentu;
- W 1910 roku – poświęcenie kościoła;
- W 1921 roku – powstanie parafii;
- W 1927 roku – powstała dzwonnica;
- W 2010 roku – 100-lecie parafii.